# Diederik Wissels
Diederik Wissels (* 1960 in Rotterdam) ist ein niederländischer Jazz-Pianist, der in Belgien arbeitet.
Wissels begann mit fünf Jahren Klavier zu lernen und studierte Querflöte, Klavier und Gitarre an der Akademie. Danach ging er an das Berklee College of Music in Boston (u. a. bei John Lewis, Kenny Drew), wo er 1982 abschloss. Danach zog er wieder nach Brüssel, wo er seit 1968 lebt. Im selben Jahr gewann er mit dem Jan de Haas Quartett den ersten Preis beim Jazzwettbewerb in Hoeilaart. Seitdem arbeitete er mit Jazzmusikern wie Toots Thielemans, Sahib Shihab, Chet Baker, Larry Schneider, Marc Ducret, Kenny Wheeler, Slide Hampton, Philip Catherine, Joe Henderson, Junior Cook, Steve Houben und Freddie Deronde. Seit zwanzig Jahren begleitet er auch den Sänger David Linx.  Er tritt auch mit seinem „Silent Song Sextet“ auf.
2006 erhielt er den Django d’Or (Belgien).

## Diskographie (Auswahl)
- „The Hillock Songstress“ (1994)
- „From This Day Forward“ (1997)
- „Streams“, mit dem Saxophonisten Bart Defoort (2001)
- „Songs of You“ (2004, Igloo Jazz), u. a. mit dem Bassisten Christophe Wallemme, dem Gitarristen Olivier Louvel und dem Trompeter Erik Truffaz
- David Linx „Heartland“ (2001, Emarcy), mit Paolo Fresu, Jon Christensen, Palle Danielsson
- Diederik Wissels & Ana Rocha: Secrecy (2020)